# V.I. Warshawski
V.I. Warshawski é um filme estadunidense de 1991, uma comédia de ação dirigida por Jeff Kanew para a Hollywood Pictures. Era para ser o primeiro de uma série de filmes a serem protagonizados por Kathleen Turner, mas falhou crítica e comercialmente
e os planos para sequências foram abandonados.
O filme é baseado em personagem de série de livros escrita por Sara Paretsky. Os roteiristas Edward Taylor, David Aaron Cohen e Nick Thiel adaptaram o romance Deadlock, mas tomaram liberdades com a história. Paretsky escrevera sobre um mistério em tom sério, mas no filme a abordagem da narrativa é quase de comédia. Paretsky ficou particularmente furiosa com o roteiro, que não seguiu as características da protagonista de ser uma mulher independente, fazendo-a parceira de um homem.

## Elenco
| Ator              | Personagem                         |
| ----------------- | ---------------------------------- |
| Kathleen Turner   | V.I. Warshawski                    |
| Jay O. Sanders    | Murray Ryerson                     |
| Charles Durning   | Tenente Investigador Bobby Mallory |
| Angela Goethals   | Kat Grafalk, filha de Bernard      |
| Nancy Paul        | Paige Wilson Grafalk               |
| Stephen Meadows   | Bernard 'Boom-Boom' Grafalk        |
| Stephen Root      | Mickey                             |
| Frederick Coffin  | Horton                             |
| Charles McCaughan | Trumble                            |
| Mike Hagerty      | Babe                               |
| Wayne Knight      | Smeissen                           |

## Sinopse
Victoria "V.I" Warshawski é uma elegante, espirituosa, lutadora marcial e boa atiradora detetive particular de Chicago. Ao ser traída pelo amante, o repórter Murray, vai beber num bar para solteiros e conhece o ex-jogador de hóquei Boom-Boom Grafalk e os dois iniciam um romance. Mais tarde "V.I" está em seu apartamento quando Boom-Bom chega com a filha pré-adolescente Kat e pede à detetive que cuide da menina enquanto ele vai se encontrar com os irmãos, Horton e Trumble. Na mesma noite Boom-Boom aparece morto e Kat suspeita de assassinato cometido pelos tios. "V.I" começa a investigar e logo descobre que a menina acertou sobre o assassinato do pai e que também ela própria corre risco de vida.